# Mesolecanium pseudosemen
Mesolecanium pseudosemen  (лат.) — вид полужесткокрылых насекомых-кокцид рода Mesolecanium из семейства ложнощитовки (Coccidae).

## Распространение
Южная Америка, Бразилия (Minas Gerais, Rio Grande do Sul, Sao Paulo).

## Описание
Питаются соками рутовых растений таких как цитрус (Citrus, Rutaceae), а также бугенвиллея (Bougainvillea, Nyctaginaceae) и пасленовыми Capsicum и Solanum paniculatum (Solanaceae). Вид был впервые описан в 1895 году американским энтомологом Теодором Коккереллем (Theodore Dru Alison Cockerell; 1866—1948) под первоначальным названием Lecanium pseudosemen  Cockerell, 1895.
Таксон Mesolecanium pseudosemen включён в состав рода Mesolecanium (триба Coccini) вместе с таксонами M. argaformis, M. campomanesiae, M. ferum, M. inflatum, M. jaboticabae, M. lucidum, M. marmoratum, M. obscurum, M. planum, M. baccharidis, M. rhizophorae, M. uvicola и другими.